# Hans Maitner
Johann „Hans“ Maitner (* 30. November 1942; † 3. Dezember 2020 in Wien) war ein österreichischer Musikförderer, Organisator und Hörfunkmoderator, der vor allem für seine tiefgreifenden Beiträge zur Blues-Musikszene in Österreich anerkannt ist. Maitner, bekannt für seine Leidenschaft für Blues und Boogie-Woogie, hat durch zahlreiche Veranstaltungen dieses Genre in den Vordergrund der österreichischen Musiklandschaft gerückt. Seine Bemühungen haben maßgeblich dazu beigetragen, das Verständnis und die Wertschätzung für Blues-Musik in Österreich zu formen.

## Frühes Leben und musikalische Prägung
Hans Maitner wurde in einer musikalisch geprägten Umgebung groß. Ein wesentlicher Einfluss auf seine musikalische Entwicklung war die Tanzschule Liebe in Wien IV, Margaretenstraße 32, die von Bernhard und Zita Liebe geführt wurde. Die Schule bot moderne Tänze an, darunter Rock ’n’ Roll, Jazz und Blues. Von 1957 bis 1968 besuchte Maitner diese Schule, wo Bernhard Liebe selbst die Musik auflegte. Diese Zeit prägte Maitners musikalisches Leben entscheidend, wie er selbst 1998 in einem Begleitschreiben erklärte. Er wurde auch von Bernhard Liebe beschützt und gefördert.

## Karrierebeginn und Entwicklung zum „Bluespapst“
Seine berufliche Laufbahn begann Maitner als DJ in der Tanzschule Mader im Jahr 1960. Die intensive Beschäftigung mit dem Blues begann 1962, als er gemeinsam mit Peter Chromy das American Folk Blues Festival besuchte. Diese Erfahrungen führten dazu, dass er tief in die Blues-Musik eintauchte und umfangreiche Sammlungen anlegte. Er wurde bekannt für seine Fachkenntnis und seine umfangreiche Sammlung an Bluesplatten.
1970 wurde Maitner durch seine Mitwirkung in der Radiosendereihe „Jazz mit Erich Kleinschuster“ einem breiteren Publikum als Bluesspezialist vorgestellt. Dies markiert den Beginn seiner öffentlichen Anerkennung als Experte für Blues in Österreich. Im Dezember desselben Jahres gründete er den Jazzring Austria und übernahm dessen Bluesreferat.
Am 6. Mai 1971 organisierte Maitner die Blues & Boogie Session im Storyville Jazzclub, das als erstes Blueskonzert mit österreichischen Künstlern gilt. Zwischen 1972 und 1981 moderierte er einmal monatlich die Ö3-Radiosendung Living Blues, die zur weiteren Verbreitung des Genres beitrug. Im Mai 1976 organisierte er das erste Boogie-Woogie-Festival im Wiener Konzerthaus.
Weiterhin verfasste Maitner eine Monographie über das Schaffen von Brook Benton.

## Vermächtnis und Einfluss
Hans Maitner hat das musikalische Leben in Österreich maßgeblich geprägt. Seine Leidenschaft und Hingabe für den Blues haben nicht nur eine Plattform für dieses Genre geschaffen, sondern auch Generationen von Musikern und Musikliebhabern inspiriert. Sein Einfluss reicht weit über die Grenzen der Konzertsäle hinaus und hat die Musiklandschaft Österreichs nachhaltig geformt.

## Auszeichnungen und Anerkennungen
Hans Maitner wurde für seine herausragenden Leistungen in der Musikszene mehrfach ausgezeichnet. Unter anderem erhielt er 2015 den Pinetop German Boogie-Woogie Award für besondere Verdienste, eine Anerkennung seiner lebenslangen Hingabe und seines Beitrags zur Förderung des Blues und Boogie-Woogie in Österreich.
Am 1. Dezember 2022 feierte die Musikszene mit Verzögerung durch die Covid-Pandemie ihren Mentor im Radiokulturhaus Wien mit einem Blues- und Boogie-Woogie-Abend „in Memoriam Hans Maitner“: Ein Stelldichein mit Größen aus der Blues- und Boogie-Woogie Szene mit Axel Zwingenberger, Al Cook, Martin Pyrker, Sabine Pyrker, Michael Pewny und vielen weiteren Musikern.